# Чернов, Виктор Михайлович
Ви́ктор Миха́йлович Черно́в (25 ноября [7 декабря] 1873, Хвалынск, Саратовская губерния — 15 апреля 1952, Нью-Йорк) — российский политический деятель, мыслитель и революционер, один из основателей партии социалистов-революционеров и её основной теоретик. Первый и последний председатель Учредительного собрания.

## Биография

### Ранние годы
Родился в 1873 году в городе Хвалынске Саратовской губернии. Отец, Михаил Николаевич Чернов, был уездным казначеем, мать, Анна Николаевна Булатова, происходила из татарского дворянского рода. Семья проживала сначала в Новоузенске, а затем в Саратове, Хвалынске и Камышине. После смерти матери, наступившей в 1875 году, Виктор с сёстрами воспитывался мачехой. Всё свободное время проводил на Волге среди босяков.
В 1882 году Виктор поступил в подготовительный класс Первой саратовской гимназии, в следующем году успешно сдал вступительные экзамены в первый класс. Обучаясь в гимназии, Чернов приобщился к достижениям демократической мысли — к творчеству Н. А. Добролюбова, Н. Г. Чернышевского и идеолога народничества Н. К. Михайловского. Саратов считался одним из главных центров революционного движения. В 1884 году старший брат Виктора, Владимир, был арестован за хранение нелегальной литературы и исключён из гимназии. В годы учёбы в гимназии Чернов познакомился с рядом неблагонадёжных лиц — бывшим ссыльным В. А. Балмашёвым (отцом С. В. Балмашёва), народником М. А. Натансоном и народовольцем А. В. Сазоновым. В 1890 году Чернов был арестован во время обыска на квартире Сазонова. После этого он оказался под подозрением и был поставлен под особый надзор. По ходатайству отца в 1891 году был отчислен из саратовской гимназии и отправлен учиться в Дерпт.

### В студенческих кружках
Проживая в Дерпте, Чернов под влиянием старшего брата оказался в среде демократического студенчества. Посещал собрания студенческих кружков и был свидетелем споров между марксистами и народниками. Во время каникул побывал в Петербурге, где оказался уже на собрании нелегального кружка петербургской «Группы народовольцев». В Петербурге Чернов познакомился с марксистами — Ю. О. Мартовым и П. Б. Струве, выступавшими в роли оппонентов народовольцев. Молодой человек стремительно втягивался в революционное движение.
В 1892 году Чернов успешно закончил Дерптскую гимназию и поступил на юридический факультет Московского университета. Обучаясь в университете, Чернов принял активное участие в деятельности «Союза московских объединённых землячеств», созданного для взаимопомощи его членов, и входил в состав его Совета. Деятельность Совета носила оппозиционный характер, большинство его участников придерживались народнических взглядов. В Москве Чернов познакомился с В. А. Маклаковым, П. Н. Милюковым, Е. Д. Кусковой, С. Н. Прокоповичем, В. И. Ульяновым-Лениным и другими известными впоследствии деятелями. В студенческие годы активно изучал марксизм и штудировал произведения Л. Н. Толстого и Ф. М. Достоевского, которых сам называл «друго-врагами». Принимал участие в спорах с марксистами, в которых отстаивал народнические идеи. В 1894 году по поручению Совета «Союза землячеств» совершил поездку в Петербург, где познакомился с Н. К. Михайловским и вручил ему адрес от московского студенчества. Михайловский разочаровал Чернова своим неприятием террора.

### Начало революционной деятельности
В 1894 году Чернов познакомился с бывшим народовольцем Н. С. Тютчевым, одним из основателей партии «Народное право». Нелегальная партия «Народное право» была основана в 1893 году по инициативе Марка Натансона и имела целью объединить народническое, социал-демократическое и либеральное течения в русском освободительном движении. По рекомендации Тютчева Чернов встретился с Натансоном и выразил готовность сотрудничать с новой партией. Однако от вступления в партию он воздержался, так как не был удовлетворён её умеренной программой, в которой отсутствовали положения о терроре и социалистическом идеале. В апреле 1894 года за причастность к нелегальной деятельности партии Чернов был арестован и привлечён к дознанию. Содержался в Москве в Пречистенском полицейском доме, где его допрашивал знаменитый Сергей Зубатов. Зубатов пытался переубедить молодого революционера и склонить его к сотрудничеству, но не достиг успеха. После отказа дать откровенные показания Чернов был переведён в Петропавловскую крепость, где провёл около полугода, а затем в Дом предварительного заключения. После выплаты залога был выслан в Камышин, а затем в Саратов и в Тамбов.
Время, проведённое в заключении, Чернов использовал для продолжения самообразования. В Доме предварительного заключения он штудировал «Критику чистого разума» И. Канта, «Историю материализма» Ф. Ланге, «Капитал» К. Маркса, труды Э. Геккеля, Г. Спенсера, Ч. Дарвина, П. Б. Струве, Г. В. Плеханова и др. В тюрьме окончательно сложились его социально-политические и философские воззрения. Здесь была написана его первая большая научная статья «Философские изъяны доктрины экономического материализма», содержавшая в зародыше все идеи, которые он впоследствии защищал в своих сочинениях.

### Пропаганда в Тамбовской губернии

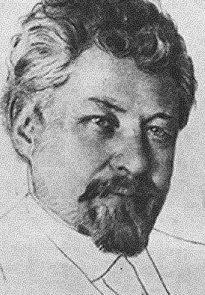
Виктор Чернов

Приехав в 1895 году в Тамбов, Чернов устроился работать канцелярским служащим в местное губернское земство. Вскоре он познакомился с одним из самых ярких земских деятелей Тамбовской губернии — А. Н. Новиковым, на которого оказал большое влияние (через несколько лет этот крупный землевладелец, политические взгляды которого неуклонно эволюционировали в направлении «справа — налево», стал членом партии социалистов-революционеров).
В Тамбове развернулась активная литературно-публицистическая деятельность Чернова, сделавшая его видным идеологом народничества. Первоначально он публиковался в «Орловском вестнике» и «Тамбовских губернских ведомостях», затем в журнале «Новое слово», и наконец, в крупнейшем народническом журнале «Русское богатство». В своих статьях он полемизировал с теоретиками марксизма и развивал идеи народнического социализма. Статья «Экономический материализм и критическая философия» была опубликована в московском журнале «Вопросы философии и психологии». В области теоретической философии Чернов отстаивал эмпириокритицизм Э. Маха и Р. Авенариуса, в области социологии — «субъективный метод» П. Л. Лаврова и Н. К. Михайловского, а в области экономики следовал Марксу. Признавая авторитет Маркса, направлял свою критику в адрес его вульгарных последователей.
В Тамбове продолжилась и революционная деятельность Чернова. В 1898 году Чернов женился на учительнице местной воскресной школы Анастасии Николаевне Слётовой и сблизился с её братом — Степаном Николаевичем Слётовым. Оба были активными участниками местных народнических кружков. Вместе со Слётовыми Чернов повёл революционную агитацию в среде местного крестьянства. Для пропаганды в деревне социалистических идей были созданы особые «летучие библиотеки». В селе Павлодар Борисоглебского уезда Чернов основал крестьянскую организацию «Братство для защиты народных прав». Устав «Братства» гласил, что земля должна перестать быть собственностью частных владельцев и перейти в руки всего трудящегося народа. В том же 1898 году был созван съезд представителей крестьянства от пяти уездов Тамбовской губернии. Съезд принял программный документ «Письмо ко всему русскому крестьянству», содержавший призыв объединяться в тайные «братства для защиты народных прав». Замысел Чернова состоял в том, чтобы покрыть всю Россию сетью крестьянских организаций.

### В Аграрно-социалистической лиге
В мае 1899 года Чернов вместе с молодой женой выехал за границу. Целью поездки было продолжить своё образование, ознакомиться с достижениями мировой социалистической мысли и установить связи с представителями революционной эмиграции. Вскоре он прибыл в Швейцарию и поселился в Цюрихе. В Швейцарии Чернов выступил с инициативой создания внепартийной организации, которая бы занималась изданием и распространением нелегальной литературы для крестьян. Первоначально со своей идеей Чернов обратился к социал-демократам П. Б. Аксельроду и Г. В. Плеханову. Однако последние, узнав о его связях с народником В. П. Воронцовым, наотрез отказались от сотрудничества. Тогда Чернов обратился к лидеру заграничного «Союза русских социалистов-революционеров» Хаиму Житловскому. Житловский свёл Чернова с основными группами русской народнической эмиграции — «Группой старых народовольцев» во главе с Петром Лавровым и лондонским «Фондом вольной русской прессы», объединявшим ветеранов народнического движения. Инициатива Чернова была поддержана умиравшим Лавровым, а его секретарь Семён Ан-ский заручился поддержкой лондонских ветеранов.
Сразу после смерти Лаврова, в феврале 1900 года, состоялось основание организации, которая получила название Аграрно-социалистической лиги. В число основателей Лиги вошли В. М. Чернов, С. А. Ан-ский, Х. О. Житловский, Л. Э. Шишко, Ф. В. Волховский и Е. Е. Лазарев. Лигой были изданы обращение «К товарищам по мысли и по делу» и программная брошюра «Очередной вопрос революционного дела». В программной брошюре, написанной Черновым, говорилось о необходимости возобновить революционную работу в крестьянстве, без опоры на которое «никакая революционная партия не сможет нанести в России серьёзного, решительного удара буржуазно-капиталистическому режиму». На протяжении нескольких лет Лига успешно издавала и переправляла в Россию нелегальную литературу. Распространением её среди крестьянского населения занимались местные народнические кружки. К работе в Лиге были привлечены известные литераторы Н. А. Рубакин, В. И. Дмитриева и другие. Всего за несколько лет работы Лигой было издано более 317 тысяч нелегальных брошюр (более 1 миллиона страниц). В дальнейшем Аграрно-социалистическая Лига влилась в состав Партии социалистов-революционеров.

### В Партии социалистов-революционеров
В 1902 году в России произошло образование единой Партии социалистов-революционеров. Партия возникла в результате слияния трёх революционных организаций: «Южной партии социалистов-революционеров», «Северного союза социалистов-революционеров» и «Рабочей партии политического освобождения России». В том же году за границу с объединительной миссией выехали три представителя новой партии — Григорий Гершуни, Мария Селюк и Евгений Азеф. Проведя успешные переговоры, приезжие достигли соглашения о слиянии с новой партией заграничного «Союза русских социалистов-революционеров» и других народнических групп. Официальным органом партии становилась газета «Революционная Россия», издательство которой переносилось в Женеву. Теоретическим органом партии признавался «Вестник русской революции», издававшийся в Париже Н. С. Русановым и И. А. Рубановичем. В январе 1902 года «Революционная Россия» открыто объявила о создании новой партии.
Сразу после создания партии эсеров Чернов вступил в её ряды и вместе с Михаилом Гоцем стал редактором её печатного органа «Революционная Россия». Чернов был избран членом ЦК новой партии и впоследствии переизбирался в ЦК всех его составов. В том же году была основана «Боевая организация партии социалистов-революционеров», ставившая своей целью террористическую борьбу. Во главе боевой организации стали Г. А. Гершуни и его заместитель Е. Ф. Азеф. 2 апреля 1902 года боевая организация заявила о своём существовании убийством министра внутренних дел Д. С. Сипягина, исполнителем которого был С. В. Балмашёв. Вскоре после убийства Чернов опубликовал в «Революционной России» статью «Террористический элемент в нашей программе», в которой обосновывал тактику индивидуального террора. В последующие годы Чернов посвятил себя революционной публицистике, сделавшись главным теоретиком партии. Он был автором большинства статей, посвящённых программе и тактике партии, в 77 номерах «Революционной России». Помимо статей в «Революционной России», Чернов выступал с публичными лекциями, в которых отстаивал идеологию социалистов-революционеров. Появление новой партии вызвало переполох в стане социал-демократов, которые бросили на борьбу с ней свои лучшие силы. Несмотря на это, в августе 1904 года на международном конгрессе в Амстердаме партия эсеров была принята в ряды II Интернационала.

### Начало Первой русской революции
В 1904 году в России на фоне русско-японской войны стала назревать революционная ситуация. 15 июля 1904 года террористом боевой организации эсеров Е. С. Созоновым был убит министр внутренних дел В. К. Плеве. С приходом нового министра П. Д. Святополк-Мирского в стране началась кампания за введение конституции, руководимая либеральным «Союзом освобождения». В сентябре 1904 года Чернов вместе с М. А. Натансоном и Е. Ф. Азефом представлял партию эсеров на Парижской конференции революционных и оппозиционных партий России, на которой обсуждалась тактика совместной борьбы с самодержавием. На конференции были приняты совместная резолюция и тактическое решение: всем партиям действовать самостоятельно, но одновременно, что выражалось формулой «врозь наступать и вместе бить».
В январе 1905 года в России началась Первая русская революция. Толчок революции дали События 9 января 1905 года, которые возглавил священник Георгий Гапон. Эсеры отреагировали на события мгновенно и организовали переправку Гапона за границу. В апреле 1905 года под председательством Гапона состоялась Женевская межпартийная конференция, на которой партию эсеров вновь представлял Чернов. Конференция выработала совместную резолюцию, провозглашавшую целью вооружённое восстание, и выработала ряд ценных тактических соглашений. В течение весны эсеры продолжали использовать популярность Гапона, издавая массовыми тиражами его революционные воззвания, написанные в духе брошюр Аграрно-социалистической лиги. Чернов пытался обратить Гапона в правоверного эсера, однако из этого ничего не вышло, и в дальнейшем их пути разошлись. Порвав с эсерами, Гапон принялся за создание беспартийного рабочего союза, а после возвращения в Россию был убит группой эсеровских боевиков по подозрению в предательстве. Одним из лиц, принимавших решение о его убийстве, был Чернов.

### Деятельность по возвращении в Россию
После Манифеста 17 октября 1905 года Чернов через территорию Финляндии возвратился в Россию. По возвращении принял участие в издании первой легальной газеты партии эсеров «Сын отечества», редактором которой был избран Г. И. Шрейдер. Газета должна была заменить нелегальную «Революционную Россию». В газете сотрудничали как партийные эсеры, так и легальные народники из «Русского богатства» — Н. Ф. Анненский, В. А. Мякотин и А. В. Пешехонов. Последние выступили с инициативой создания единой легальной партии эсеров, которая должна отказаться от нелегальных методов борьбы и отстаивать свои интересы в Государственной Думе. Это встретило возражения со стороны партийных эсеров, настаивавших на невозможности полностью отказаться от террора. Чернов выдвинул компромиссное предложение: не отказываясь принципиально от террора, держать боевую организацию «под ружьём», чтобы в нужный момент снова выйти на арену борьбы. Спор завершился на Первом съезде партии эсеров, на котором группа легальных народников заявила о создании особой Партии народных социалистов.
Первый съезд партии эсеров состоялся в декабре 1905 года в Иматре. На съезде обсуждались вопросы программы и тактики партии в условиях конституционных свобод. Чернов был главным докладчиком на съезде по программным вопросам и автором большинства резолюций съезда. На том же съезде Чернов был избран в новый состав ЦК. Вместе с Черновым в состав ЦК вошли Е. Ф. Азеф, М. А. Натансон, А. А. Аргунов, Н. И. Ракитников и П. П. Крафт. Съезд завершился расколом и отделением от партии её правого и левого крыла. Правые образовали Партию народных социалистов, а левые — Партию эсеров-максималистов. Последние были сторонниками аграрного террора, отвергнутого большинством участников съезда. На съезде было решено бойкотировать выборы в Государственную Думу, однако на II Чрезвычайном съезде партии это было признано ошибкой. В итоге во Вторую Думу было избрано 37 эсеров, и Чернов, который жил в России на нелегальном положении и, следовательно, не мог избираться, был фактическим руководителем фракции эсеров в Думе. В середине 1907 года стало ясно, что революция закончилась и сменилась реакцией. Тысячи эсеров были отправлены на каторгу или ссылку, сотни расстреляны. В этих условиях было решено, что Чернов отправится в Лондон на конференцию партии и останется за границей. Так началась вторая эмиграция, продлившаяся до 1917 года.

### Эмиграция в 1908—1917 годах
Большой удар по партии нанесло предательство Азефа. Чернов, в течение многих лет доверявший Азефу, вышел из состава ЦК и сосредоточился на журналистской деятельности, в частности, выступил с резкой критикой вышедшего сборника «Вехи». Некоторое время он сотрудничал с Горьким, участвуя в работе журнала «Современник», а затем, выйдя из редакции журнала, они задумали создать новый журнал, однако впоследствии Горький отказался от сотрудничества. В итоге в апреле 1912 года Чернову удалось выпустить первый номер журнала «Заветы» (до лета 1914 года вышло 28 номеров). В основном на страницах журнала высказывались интеллигенты, сохранившие верность демократическим и социалистическим идеалам. Журналистскую деятельность Чернов совмещал с переводами любимого им поэта Верхарна (в 1919 году вышел сборник этих переводов).
Начало Первой мировой войны заставило Чернова резко изменить жизнь — он окунулся в гущу политической борьбы, отстаивая принципы интернационализма, борясь с шовинистическим угаром, охватившим многих социалистов. Он принял участие в нескольких конференциях социалистов, состоявшихся в 1915—1916 годах, отстаивая свои принципы. Конечно, Чернов внимательно следил за происходящим в России, мечтал туда вернуться и включиться в борьбу за новую жизнь, но даже в начале 1917 года он не мог представить, как близок час крушения монархии.

### 1917—1920

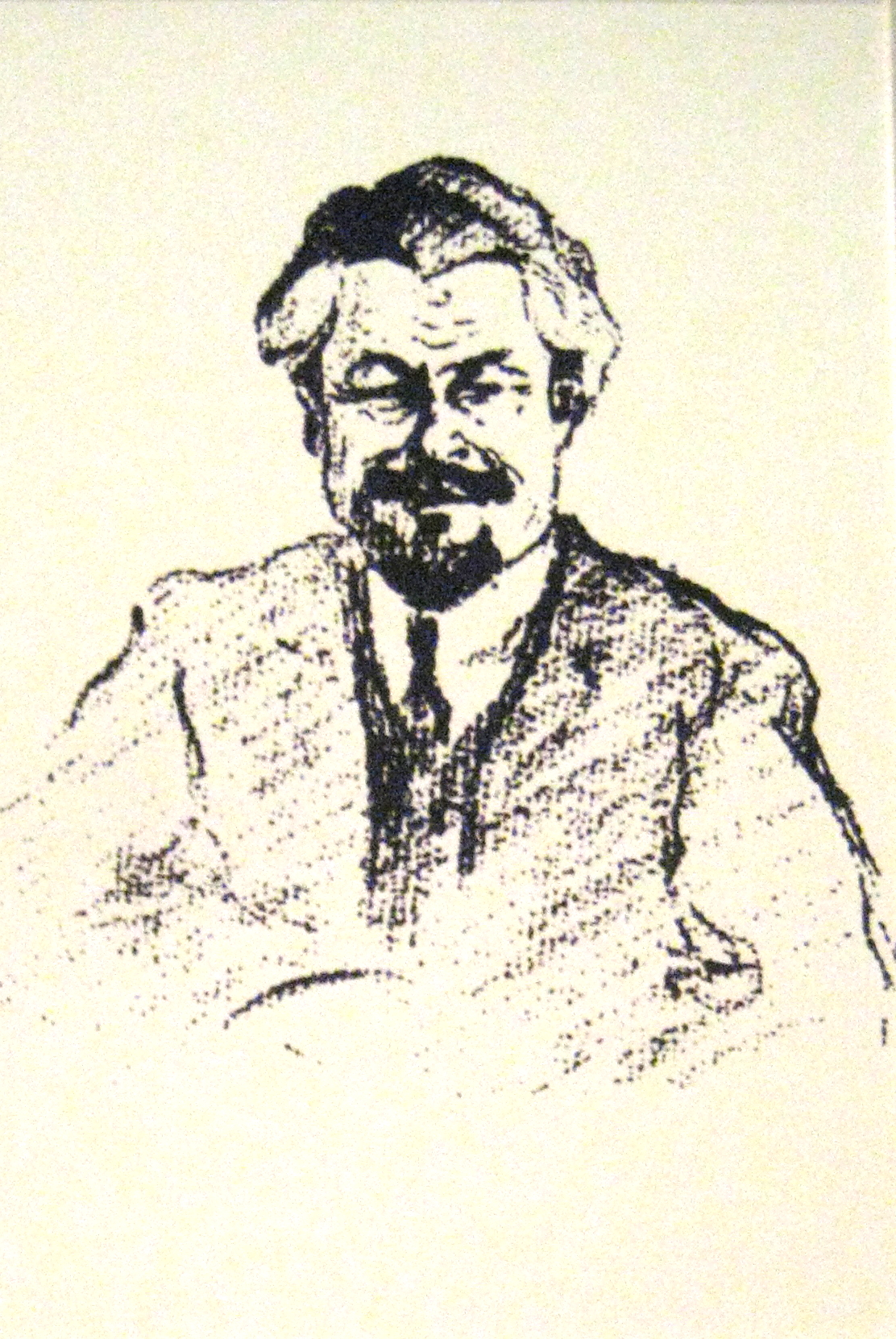
Виктор Чернов на Государственном совещании в Москве в 1917 г.

После Февральской революции пытался приехать в Россию через Англию, но английское правительство выдворило его во Францию. 8 апреля 1917 года приехал в Петроград вместе с Николаем Авксентьевым и Борисом Савинковым. Вскоре после возвращения был избран товарищем председателя Петроградского совета. Исходя из характера Февральской революции, Чернов поддерживал буржуазное Временное правительство и после Апрельского кризиса занял пост министра земледелия в первом коалиционном составе Временного правительства. Во время Июльского кризиса его попытались арестовать возле Таврического дворца кронштадтские матросы, согласившиеся отпустить министра только после вмешательства Льва Троцкого. Чернов остался в составе второго коалиционного Временного правительства, хотя кадетская печать развернула его травлю в прессе, обвиняя в «углублении революции». Принимал участие в Московском государственном совещании.
26 августа, в начале Корниловского выступления, Виктор Чернов подал в отставку. На заседании Петроградского совета выступил против предложения большевиков взять власть, но собрание приняло большевистскую резолюцию, и он, вместе с председателем Николаем Чхеидзе и частью президиума, сложил свои полномочия. В конфликте правых и левых эсеров занимал центристские позиции, ратовал за «однородное социалистическое правительство». Октябрьскую революцию категорически не принял, участвовал в создании Комитета спасения Родины и революции и 27 октября прибыл в Псков, пытаясь убедить по телеграфу генерала Духонина дать подкрепление войскам, выступающим против большевиков. После этого отправился в ставку договариваться о создании нового правительства, которое намеревался возглавить. На выборах в Учредительное собрание партия эсеров получила большинство голосов. Чернов, представлявший в собрании Харьковский округ, в день открытия собрания 5 (18) января 1918 г. был избран его председателем. Вскоре после ухода большевиков и левых с.-р. с заседания и сразу же после того, как собрание проголосовало за законопроекты о социализации земли и провозглашении Российской федеративной демократической республики, оставшаяся в Таврическом дворце пробольшевистская охрана силой заставила Чернова и других депутатов покинуть здание, которое затем было опечатано.
После разгона Учредительного собрания в 1918 году участвовал в борьбе с большевистской властью. До мая 1918 года оставался в Москве, в это время на VIII Совете партии эсеров был взят курс на ликвидацию диктатуры большевиков. В июне вместо Самары, где после занятия города чехами был создан Комитет членов Учредительного собрания (КОМУЧ), Чернов был в последний момент направлен в Саратов. Смог добраться до Самары только в сентябре 1918 года уже после Уфимского совещания. Остался недоволен его результатом. Согласился поддержать Директорию, только не отказываясь от права критиковать её деятельность. Так называемая «Черновская грамота» стала непосредственным поводом для военного переворота 18 ноября. Находясь в Екатеринбурге, где возглавлял Съезд членов Учредительного собрания, выступил против захватившего власть адмирала Колчака. Был арестован и доставлен в Челябинск, откуда с помощью чехов смог перебраться в Уфу. Перейдя на нелегальное положение, в марте 1919 года вернулся в Москву. Скептически отнёсся к объявленной ВЦИК по предложению Каменева легализации партии. Тщательно конспирируясь, преследуемый ЧК, участвовал в издании подпольных газет и листовок. 23 мая 1920 года смог открыто выступить в Москве с обличающей большевиков речью перед делегацией английских рабочих, после чего скрылся.

### 1920—1952
В сентябре 1920 года выехал из Петрограда в Эстонию. Наладил выпуск «Революционной России» — нового печатного органа эсеров. Освещал в нём крестьянское восстание в Тамбовской губернии, активно поддерживал восставший Кронштадт. Как председатель Учредительного собрания направил восставшим радиотелеграмму.
Возглавил Заграничную делегацию ПСР, с 1922 жил в Германии. Продолжал заниматься общественно-политической и литературно-публицистической деятельностью. К концу 1920-х годов Заграничная делегация распалась, и в 1931 году Чернов эмигрировал во Францию.
Накануне вступления немецких войск в Париж перебрался на остров Олерон, а затем в Лиссабон, откуда вместе с третьей женой (И. С. Сырмус-Пыдер) в июне 1941 года эмигрировал в США. Активно участвовал в деятельности Нью-Йоркской группы партии социалистов-революционеров, был одним из редакторов партийного журнала «За свободу». В 1942 году опубликовал открытое письмо Сталину о необходимости объединения всех антифашистских сил. После Сталинграда американские власти, до того оказывавшие Чернову финансовую поддержку, потеряли к нему интерес. Поселился в Бронксе. Зарабатывал на жизнь написанием статей и мемуаров.

## Семья

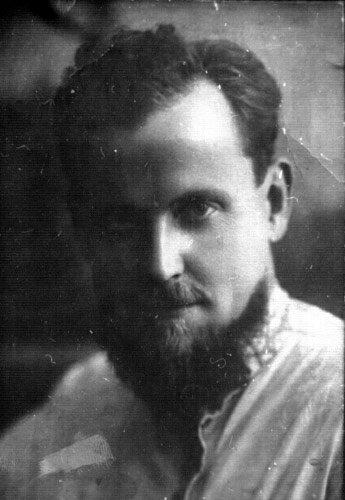
Борис Чернов, ок. 1922

Первая жена — Анастасия Николаевна Слётова (1873—1938) — учительница, эсерка, член Всероссийского учредительного собрания.
- Сын — Борис Викторович Чернов (1900 — 28.09.1933) социалист-революционер[26].

1-й арест. В 1923 студент, арестован в декабре 1923 г., в феврале 1924 г. по обвинению по 62 статье (организованное сокрытие подлежащих обложению или учёту предметов) УК РСФСР сослан в Нарымский край.
2-й арест. В 1925 г. в ссылке в деревне Костарево Парабельского района Томской области, приговорён 3 годам заключения в Тобольском политизоляторе, затем ссылка в Тюмени.
3-й арест. В феврале 1929 сослан на 3 года в Кызыл-Орду.
4-й арест. В 1930 г. арестован в Кызыл-Орде, приговорён к 3 годам лишения свободы, отбывал по декабрь 1932 в Челябинском политизоляторе, приговорён к 3 годам ссылки в Сибирь. Умер в ссылке 8.09.1933 (по другим данным 28.09.1933).
- Дочь — Мария Викторовна (Эллен) Слётова (1903, Женева — 1974, Ленинград) в 1950-е годы жила в Холмогорах Архангельской области, заведовала научной станцией. Автор нескольких брошюр по животноводству. В 1960-е годы вернулась в Ленинград[28].

Вторая жена — Ольга Елисеевна Колбасина (1886—1964), эсерка, в первом браке за Митрофаном Семёновичем Фёдоровым, преподавателем Петербургской Академии художеств, у них дочери-близнецы; её племянник (сын единоутробного брата) — Василий Васильевич Сухомлин (1885—1963), эсер, писатель, делегат Всероссийского учредительного собрания.
- Дочь — Ольга (1903—1978), удочерена Виктором Черновым, замужем за Вадимом Андреевым[29].
- Дочь — Наталья (16 августа 1903 — 14 ноября 1992), удочерена Виктором Черновым[29], замужем за Д. Г. Резниковым[32].
- Дочь — Ариадна (24 (11) декабря 1908 — 7 июля 1974) замужем за Владимиром Брониславовичем (Брониславом-Рейнгольдом-Владимиром) Сосинским[33], в 1960 году вернулась в СССР, мать Алексея Сосинского[32].

Третья жена — Ида Самойловна Сырмус-Пыдер (Педер-Сермус), в первом браке за эстонским скрипачом и революционером Эдуардом Сырмусом, состояла в браке с Виктором Черновым с 1916 года в Париже.

## Отзывы современников
Лев Троцкий:
В центре стоял традиционный вождь партии Чернов. Опытный писатель, начитанный в социалистической литературе, набивший руку во фракционной борьбе, он неизменно оставался во главе партии в ту эпоху, когда партийная жизнь концентрировалась в эмигрантских заграничных кружках. Революция, которая первой своей неразборчивой волной подняла партию с.-р. на огромную высоту, автоматически подняла и Чернова, но только для того, чтобы обнаружить полную его беспомощность даже в ряду руководящих политических деятелей первого периода. Те маленькие средства, которые обеспечивали Чернову перевес в заграничных народнических кружках, оказались слишком легковесными на весах революции. Он сосредоточился на том, чтобы не принимать никаких ответственных решений, уклоняться во всех критических случаях, выжидать и воздерживаться. Такого рода тактика обеспечивала за ним до поры до времени положение центра между всё дальше расходившимися флангами. Но сохранить надолго единство партии не было уже никакой возможности.
Николай Суханов:
Я всегда воздавал должное выдающимся талантам Чернова и вполне разделял тот пиетет к нему, которым в дореволюционные времена были проникнуты довольно широкие круги нашей революционной интеллигенции. Без Чернова вообще не было бы эсеровской партии. В течение всей его деятельности перед ним неотвязно стояла до крайности трудная, а вернее, — невыполнимая, ложная, внутренне противоречивая задача: пропитать новейшим, научным, международным социализмом чернозёмно-мужицкую российскую почву, или — отвоевать для нашего чернозёмного мужика почётное место и равные права в рабочем Интернационале Европы. Выполняя эту задачу, Чернов проявил не только чрезвычайную энергию, но и огромное искусство. Но Чернов выполнял в эсеровской партии только половину дела. В эпоху дореволюционной конспирации он не был партийным организационным центром. А на широкой арене революции, несмотря на свой огромный авторитет среди эсеровских работников, Чернов оказался несостоятельным и в качестве политического вождя. А на широкой арене революции, когда «идеология» должна была уступить место политике, Чернову суждено было не только истрепать свой авторитет, но и, пожалуй, сломать себе шею.
Фёдор Степун: 
В противоположность унылым и при всей своей внешней активности все же скучным «либерданам», вождь эсеров В. М. Чернов представлял собою импозантное и даже красочное явление. На первый взгляд типичная «светлая личность» – высокий лоб, благородная шевелюра – Чернов остался у меня в памяти все же довольно смутным явлением.
Та легкая раскосость облачно-мутного взора, которая появлялась у него в минуты наибольшего ораторского подъема, была не простою мимическою случайностью. В ней явно отражался свойственный этому талантливому вождю дар оппортунистически-артистического приспособленчества. Чрезмерной «пластичности» черновского сознания как нельзя лучше соответствовали его ораторская манера и его полемические приемы. Серьезный теоретик модернизированного под влиянием марксизма неонародничества, Чернов, как оратор, не стеснялся никакими приемами, способными развлечь и подкупить аудиторию. В его самовлюбленном витийствовании было нечто от развеселого ярмарочного катанья: то он резво припускал речь, словно бубенцами звеня каламбурами, шутками и прибаутками, то осанисто сдерживал ее, как бы важничай медленною поступью своих научных размышлений.

Опытный «партийный деятель» и типичный «язык без костей», Чернов, среди наполнявших Таврический дворец эсеров, неизменно имел шумный успех. И все же он ни в качестве партийного вождя, ни в качестве министра не оставил после себя более или менее значительных следов. Для крупного политика ему не хватало принципиальности убеждений, твердости воли и того дара, которым бесспорно владел Ленин: бесстрашия перед временным отливом популярности у масс и приближенных. За Черновым идти было невозможно, потому что оглядываясь во все стороны, он, в конце концов, вращался только вокруг себя.

## Интересные факты

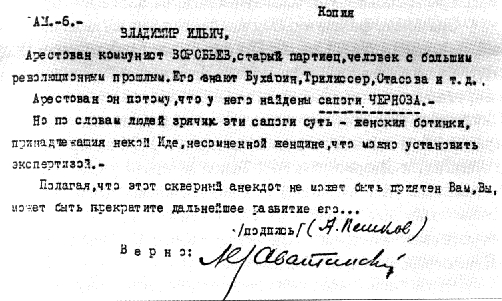
Записка Максима Горького Владимиру Ленину о Воробьёве и сапогах Чернова

В 1920 году Максим Горький написал письмо Владимиру Ленину с просьбой освободить старого коммуниста Воробьёва, которого арестовали за то, что у него дома были якобы найдены сапоги Виктора Чернова. По словам Горького, на самом деле это были не сапоги, а женские ботинки, и к Чернову они никакого отношения не имели.[значимость факта?]

## Сочинения
- Очередной вопрос революционного дела. — London : Аграрно-социалист. лига, 1900.
- Террористический элемент в нашей программе. — Б.м.: тип. Партии социалистов-революционеров, 1902.
- Марксизм и аграрный вопрос : Ист.-крит. очерк. — СПб.: Ред. журн. «Русское богатство», 1906.
- Философские и социологические этюды. — М.: Сотрудничество, 1907.
- Международный социализм и война. — Гельсингфорс: Тип. Гельсингфорс. Совета депутатов, 1916.
- Памяти Н. К. Михайловского / В. Чернов; под ред. Е. К. Брешко-Брешковской, О. С. Минора, В. В. Руднева и С. Л. Маслова. — М.: Земля и Воля, 1917.
- Марксизм и славянство : (к вопросу о внешней политике социализма). — Пг.: Тип. Центр. ком. Партии социалистов-революционеров, 1917.
- Чернов В. М. Революционные дни в Петрограде: (Фактический отчет по материалам русских газет). — London: Б. и., 1917 — 24 с.
- Чернов В. М. Земля и право: сборник статей. — Пг., 1919—240 с.
- Чернов В. М. Записки социалиста революционера. — Берлин—Петербург—М.: Издательство З. И. Гржебина, 1922.
- Чернов В. М. Политический дневник // Вопросы истории КПСС. — 1991. — № 6.
- Чернов В. М. Перед бурей. Воспоминания. — М.: Международные отношения, 1993. — 408 с. — ISBN 5-7133-0583-X.
- Чернов В. М. Конструктивный социализм. — М.: РОССПЭН, 1997. — 670 с. — ISBN 5-86004-167-5.
- Чернов В. М. В партии социалистов-революционеров: Воспоминания о восьми лидерах / Публ., вступ. ст., подгот. текста и коммент. А. П. Новикова и К. Хузер. — СПб.: Дмитрий Буланин, 2007. — 528 с. — ISBN 978-5-86007-510-8.
- Чернов В. М. «Я боюсь заграничной оторванности, боюсь эмигрантщины…» Письма из Эстонии 1920—1921 гг. // Исторический архив  / Публ. и коммент. А. П. Новикова. — 2008. — № 5. — С. 55—109.
- «Повелитель тысячи ведомств, которые в России всевластны». В. М. Чернов о И. В. Сталине / Публ., вводная ст. и коммент. А. П. Новикова // Исторический архив. 2007. № 4. — С. 4—28.
- «Политика дальнего прицела». Тезисы В. М. Чернова о внешней политике И. В. Сталина / Публ., вводная ст. и коммент. А. П. Новикова // Отечественные архивы. 2008. № 2. — С. 128—131.
- Чернов В. М. Великая русская революция. Воспоминания председателя Учредительного собрания, 1905-1920 / Пер. с англ. Е. А. Каца. — М.: Центрполиграф, 2007. — 438 с. — 3000 экз. — ISBN 978-5-9524-2710-5.
- «Мы, русские, — другие, мы созданы для испытаний». Письма В. М. Чернова. 1920—1941 / публ., вступ. ст., подгот. текста и коммент. Г. В. Лобачевой, А. П. Новикова [науч. ред. проф. И. Р. Плеве]. — Саратов: Сарат. гос. техн. ун-т, 2014. — 412 с.: ил. — ISBN 978-5-7433-2698-3
- «В такой момент, Иосиф Виссарионович, у Вас нет права их подозревать ни в чём…» Письмо В. М. Чернова И. В. Сталину. 1942 г. / Публ., вступ. ст., подгот. текста и коммент. А. П. Новикова // Электронный альманах «Россия. XX век. Документы»
- Чернов В. М.  "Черновская грамота" и Уфимская директория.  Публикация: Фельштинский Ю. Г., Чернявский Г. И. Партия социалистов-революционеров в первые годы Советской власти. // «Вопросы истории» 2006 № 2. С. 6-12; № 3. С. 3-16; № 4. С. 3-8.
- Чернов В. М. Из истории партии социалистов-революционеров. Отрывок. Публикация: Фельштинский Ю. Г., Чернявский Г. И. Партия социалистов-революционеров в первые годы Советской власти. // «Вопросы истории» 2006 № 4. С. 8-12.

### на английском
- Victor Chernov, 'Bolshevik Romance and Reality,' Foreign Affairs, January 1927.
- Victor Chernov, 'The Soviet Government and the Communist Party,' Foreign Affairs, January 1929.
- Victor Chernov, 'Russia’s Two Parties,' Foreign Affairs, October 1930.